# Ariastes monostigma
Ariastes monostigma är en skalbaggsart som beskrevs av Leon Fairmaire 1896. Ariastes monostigma ingår i släktet Ariastes och familjen långhorningar.
Artens utbredningsområde är Madagaskar. Inga underarter finns listade i Catalogue of Life.